# Vectrex
Vectrex ime je igraće konzole koju je razvila američka tvrtka General Consumer Electric (GCE) koju je kasnije kupila glasovita američka tvrtka Milton Bradley Company. Vectrex je posebna konzola, jer je koristila vektorsku grafiku koja se ispisivala na ugrađenom zaslonu koji je bio osnovni dio konzole.  Vectrex je izašla na tržište 1982. s početnom cijenom od US $199.  Nakon sloma tržišta igraćih konzola 1983., Vectrex je povučena na tržište 1984.